# 共和国議会 (パラグアイ)
共和国議会（きょうわこくぎかい、スペイン語: Congreso de la República）は、パラグアイの立法府である。

## 概要
上院に相当する元老院と下院に相当する代議院の両院で構成する。